# Banlieue 13
Banlieue 13 és una pel·lícula francesa d'acció de 2004 dirigida per Pierre Morel i produïda per Luc Besson, amb la participació de David Belle i Cyril Raffaelli interpretant els personatges principals. Es destaca a la cinta la funció de la disciplina parkour.

## Argument
Paris any 2010. Un mur d'aïllament envolta els guetos de les ciutats. No hi ha regles, ni drets, ni lleis. Al gueto de Districte 13 governa Taha (Bibi Naceri). Damien (Cyril Raffaelli) pertany a l'elit de la policia. És oficial de la unitat especial d'intervencions, expert en arts marcials i domina l'art de la infiltració. Ara estan a punt de confiar-li la missió més arriscada de la seva carrera: una potent bomba que assoleix un radi d'uns 8 km ha estat robada per la banda més poderosa del Districte 13. Damien serà l'encarregat d'infiltrar-se al sector per destruir la bomba amb l'ajuda d'un veí, Leïto (David Belle), que té alhora la seva guerra particular amb els bergants comandats pel despietat Taha (Bibi Naceri). Esta guerra que té Leïto empitjora quan Taha segresta la seva germana Lola (Dany Verissimo) i ha de rescatar-la amb l'ajuda de Damien.

## Repartiment
- David Belle: 	Leïto
- Cyril Raffaelli: Damien Tomaso
- Tony D'Amario: 	K2
- Dany Verissimo-Petit: 	Lola
- Bibi Naceri: Taha
- François Chattot: 	Krüger
- Nicolas Woirion: 	Corsini
- Patrick Olivier: 	El coronel
- Samir Guesmi: 	Jamel
- Jérôme Gadner: 	K2 1
- Tarik Boucekhine: 	Yoyo

## Seqüela
- Banlieue 13 – Ultimatum